# Никандр (Коваленко)
Епи́скоп Ника́ндр (в миру Алексе́й Ви́кторович Ковале́нко; 22 сентября 1954, Улан-Батор — 22 июня 2023, Сергиев Посад, Московская область) — епископ Русской православной церкви на покое, бывший епископ Звенигородский (1988—1997), викарий Московской епархии.

## Биография
Родился 22 сентября 1954 года в Улан-Баторе в Монголии в семье геофизиков, Виктора Фёдоровича и Натальи Даниловны Коваленко. По национальности русский. В том же году семья переехала в Москву.
В 1971 году окончил среднюю школу и поступил на дневное отделение физический факультет МГУ им. М. В. Ломоносова, который окончил в 1977 году.
В 1977—1981 годах работал в НИИ прикладной механики и в НПО им. Хруничева (Москва).
В 1981 году поступил в Московскую духовную семинарию.
На каникулах отправлялся на Север (Мурманская и Архангельская области, Карелия), имея в руках дореволюционную карту с указанием храмов и монашеских скитов и современную — геологоразведочную. Сопоставлял координаты, находил места порушенных и утраченных святынь. Делал это исключительно ради памяти преподобных (в основании почти каждого храма или скита на Севере положены мощи подвижников — как прославленных Церковью, так и нет). Подолгу молился у каждой обретённой святыни (подчас едва удавалось отыскать остов храма). Такой подвиг он не афишировал, рассказывал лишь самым преданным друзьям…
В 1984 году окончил Московскую духовную семинарию и принят на первый курс Московской духовной академии и стал послушником Троице-Сергиевой Лавры.
25 февраля 1985 года наместником Троице-Сергиевой лавры архимандритом Алексием (Кутеповым) пострижен в монашество с наречением имени Никандр в честь преподобного Никандра пустынножителя, Псковского чудотворца.
17 марта того же года рукоположён во иеродиакона архиепископом Владимирским и Суздальским Серапионом (Фадевым). 7 апреля 1986 года тем же архиереем рукоположён во иеромонаха. 4 апреля 1987 года по благословению Патриарха Пимена возведен в сан игумена с возложением набедренника и наперсного креста. 26 марта 1988 года награждён палицей.
В том же году окончил Московскую духовную академию. За диссертацию «Семиотические проблемы языка в творениях святых отцов» ему присуждена ученая степень кандидата богословия.
19 июля 1988 года решением Священного Синода насельнику Троице-Сергиевой Лавры игумену Никандру определено быть епископом Звенигородским, викарием Московской епархии, представителем Патриарха Московского и всея Руси при Патриархе Антиохийском и всего Востока.
5 августа 1988 года митрополитом Минским и Белорусским Филаретом (Вахромеевым) возведён в сан архимандрита.
7 августа 1988 хиротонисан во епископа Звенигородского, викария Московской епархии. Хиротонию совершили совершили митрополит Минский и Белорусский Филарет (Вахромеев), архиепископ Псковский и Порховский Владимир (Котляров), епископ Владимирский и Суздальский Валентин (Мищук), епископ Подольский Владимир (Иким), епископ Пинский Константин (Хомич).
С 8 по 14 августа 1991 года участвовал в XVIII Международный Конгресс византиноведческих исследований, прошедшем в Московском государственном университете, где выступил с докладом «Средства выражения познания по учению „Corpus Areopagiticum“».
3 ноября 1991 года, выступая в МГУ, заявил, что «представители националистической оппозиции ориентированы не на духовное содержание, а на то, что называют „русским укладом“. Если национальное тормозит духовное, надо отбросить такое национальное».
25 декабря 1995 года освобожден от поста представителя Патриарха Московского при Патриархе Антиохийском в связи с истечением срока командировки. 17 июля 1996 года вернулся в Москву.
17 февраля 1997 года уволен на покой «до выяснения обстоятельств» — не явился после предоставленного отпуска для лечения.
По данным протоиерея Игоря Пчелинцева уехал в США, где преподавал философию в одном из университетов Лос-Анджелеса.
Умер 22 июня 2023 года. 25 июня 2023 года наместник Свято-Троицкой Сергиевой лавры епископ Сергиево-Посадский и Дмитровский Фома (Демчук) в Успенском кафедральном соборе Сергиева Посада Московской области совершил отпевание епископа Никандра (Коваленко). Погребён на братском кладбище в Деулине.